# Germersheim
Germersheim ['gɛɐ̯mɐshaɪ̯m] (Pfälzisch: Germersche Ausspracheⓘ), auch Germersheim am Rhein, ist ein Mittelzentrum mit etwa 20.000 Einwohnern in Rheinland-Pfalz. Germersheim ist eine verbandsfreie Stadt sowie Kreisstadt des gleichnamigen Landkreises. Die Stadt war und ist insbesondere als Militärstadt bedeutsam.

## Geographie

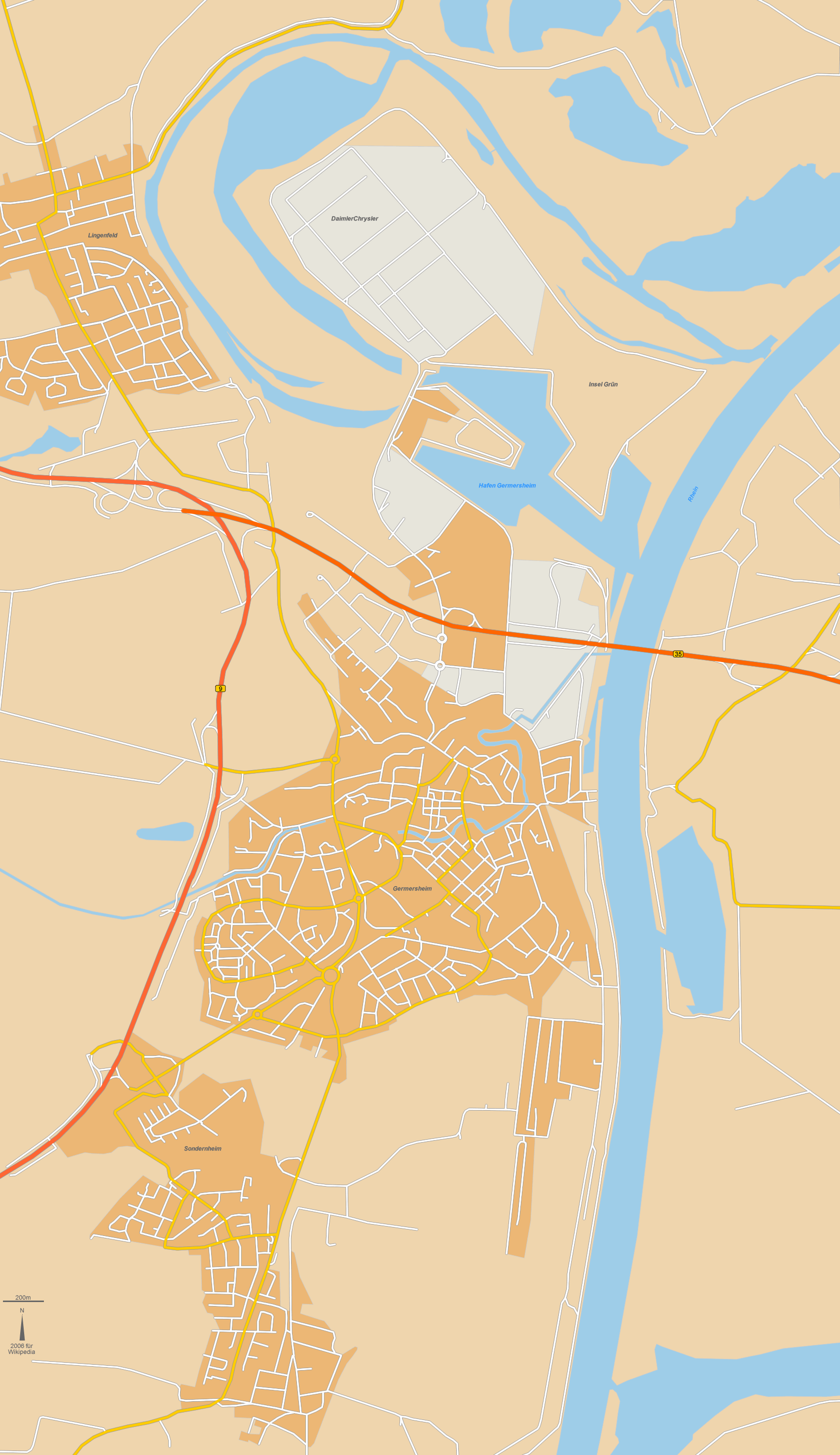
Stadtplan von Germersheim (2006): Der Hauptort in der Mitte, im Südwesten der Ortsteil Sondernheim, im Nordwesten der Nachbarort Lingenfeld, der Rhein im Osten und jenseits davon das Land Baden-Württemberg

### Geographische Lage
Die Stadt liegt in der Oberrheinebene, größtenteils am linken Flussufer, zwischen Ludwigshafen/Mannheim und Karlsruhe, ca. 13 km südlich von Speyer und gegenüber von Philippsburg. Mitten durch den linksrheinischen Teil der Stadt fließt die Queich. Die Gemarkung von Germersheim erstreckt sich im Bereich Elisabethenwörth zu einem kleinen Teil auch auf die rechte Rheinseite. Die Lage an beiden Flussufern ist eine Besonderheit unter den Gemeinden am Rhein.

### Verlauf der rechtsrheinischen Grenze
Das rechtsrheinische Gebiet reicht ungefähr von Süden ab Rheinkilometer 381,7 – nördlich der „Kümmelwiesen“ – in einem links gekrümmten Bogen bis zur Kreuzung der Bahnlinie nach Rheinsheim mit der heutigen B 35. Von dort verläuft die Grenze parallel zu den Bahngleisen an den Rhein zurück.

### Stadtgliederung
Die Stadt Germersheim hat zwei Stadtteile: zum einen den gleichnamigen Stadtteil Germersheim, zum anderen den sich im Süden anschließenden Stadtteil Sondernheim, der am 22. April 1972 eingemeindet wurde.

### Nachbargemeinden
An die Kreisstadt angrenzende Gemeinden sind:
| Lingenfeld                | Römerberg (Pfalz)                           |                                                      |
| Westheim (Pfalz), Lustadt | Kompassrose, die auf Nachbargemeinden zeigt | Philippsburg (Landkreis Karlsruhe/Baden-Württemberg) |
| Bellheim                  | Hördt                                       |                                                      |

### Klima
Das Klima in Germersheim ist, wie in der gesamten Vorderpfalz und der angrenzenden Kurpfalz, relativ mild und „gemäßigt“ (warme Sommer, fast schneelose Winter). Die Jahresdurchschnittstemperatur beträgt 10,9 °C. Da die Stadt mitten im Rheingraben zwischen Pfälzerwald und Odenwald liegt, regnet es relativ selten. Der Jahresniederschlag beträgt 768 mm. Die Niederschläge liegen im mittleren Drittel der in Deutschland erfassten Werte. An 56 % der Messstationen des Deutschen Wetterdienstes werden niedrigere Werte registriert. Der trockenste Monat ist der Februar, die meisten Niederschläge fallen im Juni. Im Juni fallen 1,7-mal mehr Niederschläge als im Februar. Die Niederschläge variieren mäßig. An 55 % der Messstationen werden niedrigere jahreszeitliche Schwankungen registriert. 2008 war Germersheim mit 1801 Sonnenstunden auf dem ersten Platz innerhalb von Rheinland-Pfalz.

## Geschichte

### Antike
Zur Zeit der Eroberung Galliens durch Gaius Julius Caesar lebte in der Region Germersheim der Volksstamm der Nemeter (namensgebend für Noviomagus Nemetum, das spätere Speyer) sowie nördlich davon der Stamm der Vangionen und südlich davon der Stamm der Triboker. Nach ihrer Eroberung bildete die Provinz Germania superior mit dem Rhein die Grenze des Römischen Reiches zu Germanien. Später wurden noch kleinere Teile Germaniens östlich des Rheins erobert (Agri decumates) und durch den Obergermanisch-Raetischen Limes gesichert. Nachdem immer mehr fränkische und alemannische Stämme diese rechtsrheinischen römischen Gebiete bedrängt hatten, wurden sie 259/260 allerdings wieder aufgegeben und der Limes an den Rhein zurückverlegt (Limesfall). Die Römer errichteten vermutlich am Ort des heutigen Germersheims ein befestigtes Soldatenlager namens Vicus Julius zur Sicherung dieser Grenze. Das Lager wurde bis ins 4. Jahrhundert unterhalten. Nachdem im Jahr 405 die Ostgoten in Italien eingefallen waren, wurden 406 die römischen Truppen aus der Pfalz abgezogen.

### Ortsname und erste Erwähnung
Der Ortsname wird als Germaresheim im Jahr 1090 in der Sinsheimer Chronik erstmals urkundlich erwähnt. 1335 ist die Schreibweise Germansheim zu finden.
Laut Philipp Melanchthon habe von allen Städten „allein Germersheim seinen Namen von Germania entlehnt“ und wurde deswegen auch von Johannes Posthius besungen. Auch andere frühere Interpretationen, wonach der Personennamen Germar, d. h. eines „Speerkämpfers“ (nach dem germanischen Wurfspieß Ger), der Ursprung sei, sind wohl nicht korrekt, auch wenn sich ein 2012 gegründeter örtlicher Mittelalterverein Die Speermaechtigen nennt.
Tatsächlich verweist der Name wohl auf ein „Heim an einem sumpfigen Altrheinarm“, wobei das indogermanische ger für Sumpf, Bach, Morast und das althochdeutsche mari für Moor steht. Grundwort ist das althochdeutsche heim (oder haim), was als Kurzform von heima die Bedeutung Wohnung, Behausung, Heimstatt oder Aufenthaltsort hat.
Weitere meist umgangssprachliche Bezeichnungen sind die Stadt des Flieders und der Nachtigall und Schnookestadt.

### Mittelalter

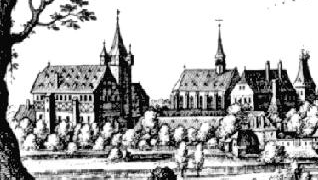
Das Schloss zu Germersheim (Ausschnitt aus dem Merian-Stich von 1645)

Kaiser Konrad II. ließ am Hochufer des Rheins an der Stelle des heutigen Germersheim eine Burg bzw. Schloss errichten. Der 1090 erstmals erwähnte Ort erhielt am 18. August 1276 durch König Rudolf von Habsburg die Stadtrechte verliehen. Mit diesem Akt wurde die Geschichte der Stadt nachhaltig beeinflusst.
Der Text der Urkunde lautet in deutscher Übersetzung:

„Rudolf, durch Gottes Gnade römischer König, allezeit Mehrer, an alle Getreuen des römischen Reiches, welche gegenwärtigen Brief lesen oder hören werden, zu ewigem Gedächtnis. Wenn Wir auch die erfreuliche Aufgabe haben, aller Getreuen des heiligen römischen Reiches Wohlfahrt, samt und sonders, zu fördern – wissen Wir ja, dass Wir vom König der Könige dazu berufen sind – so halten Wir doch für angemessen, jene mit einer reicheren Fülle von Huld und Gnade zu bedenken, welche, in Unseren gnädigen Schutz sich begebenden, das Verlangen tragen, unter Unserer Fittige Schirm sich zu bergen. Da wir nun bei Unserer Burg zu Germersheim eine neue Stadt als Platz für eine neue Ansiedlung anlegen lassen, so wollen wir allen, welche genannte Stadt bewohnen oder anderswoher in dieselbe ziehen, folgende Gunst Königlicher Freigiebigkeit gewähren, nämlich, dass alle Bürger und Insassen dieser Stadt die nämlichen Rechte, Freiheiten und Privilegien, womit nachweislich die Stadt Speyer von den römischen Kaisern und Königen, Unseren berühmten Vorgängern, begabt wurde, von Unserer Königlichen Huld empfangen und auf ewig geniessen sollen. Zum Gedächtnis an die von Uns verliehene Freiheit und zu deren ewig gültigen Bekräftigung haben Wir daher diesen Brief abfassen und mit Unserem Königlichen Insiegel versehen lassen. Gegeben zu Worms am 18. August, in der 8. Indiction, im Jahre des Herrn 1276, Unserer Regierung aber im dritten Jahre.“

Schon im Jahre 1325 verpfändete König Ludwig IV. die Stadt an die Pfalzgrafen bey Rhein. Da die Stadt durch den Kaiser nicht ausgelöst wurde, fügte Pfalzgraf Rudolf II. der Blinde im Jahre 1329 Germersheim seinem Herrschaftsgebiet hinzu. Im 14. Jahrhundert wurde Germersheim Landvogtei, später Amts- und Oberamtsstadt. Der Orden der Serviten gründete 1298 ein Kloster, das er bis 1527 betrieb.

### Neuzeit

#### 16. Jahrhundert
In Germersheim wurde 1556 die Reformation eingeführt, was auch die endgültige Schließung des katholischen Klosters zur Folge hatte. In der Kirche wurde der Gottesdienst zunächst nach lutherischem Ritus gefeiert, nach der Konversion des pfälzischen Kurfürsten zum reformierten Glauben nach reformiertem Ritus.

#### 17. Jahrhundert
Nach den großen Katastrophen des ausgehenden Mittelalters und der beginnenden Neuzeit, der Pest und dem Dreißigjährigen Krieg, war die Bevölkerung auf wenige Familien geschrumpft. Weitere Zerstörungen erfuhr die Stadt im Rahmen des Französisch-Niederländischen Krieges durch französische Truppen unter Marschall Turenne im Jahre 1674, die auch das von Konrad II. errichtete Königsschloss zerstörten. Lediglich die Krypta und die Grundmauern der katholischen Kirche widerstanden dem Feuer.
Mit dem Frieden von Rijswijk 1697 machte Kurfürst Johann Wilhelm, der selber römisch-katholisch war, weitreichende Konzessionen an den Katholizismus, so dass die Germersheimer Kirche wieder für katholische Gottesdienste benutzt werden konnte. Da dies im Rahmen einer Simultaneum-Regelung geschah, kam es zu einigen Überschlagungen bei der Benutzung der St.-Jakobus-Kirche zwischen den beiden Konfessionen. 1699 siedelten sich die Franziskaner in Germersheim an und blieben bis 1793.

#### 18. Jahrhundert

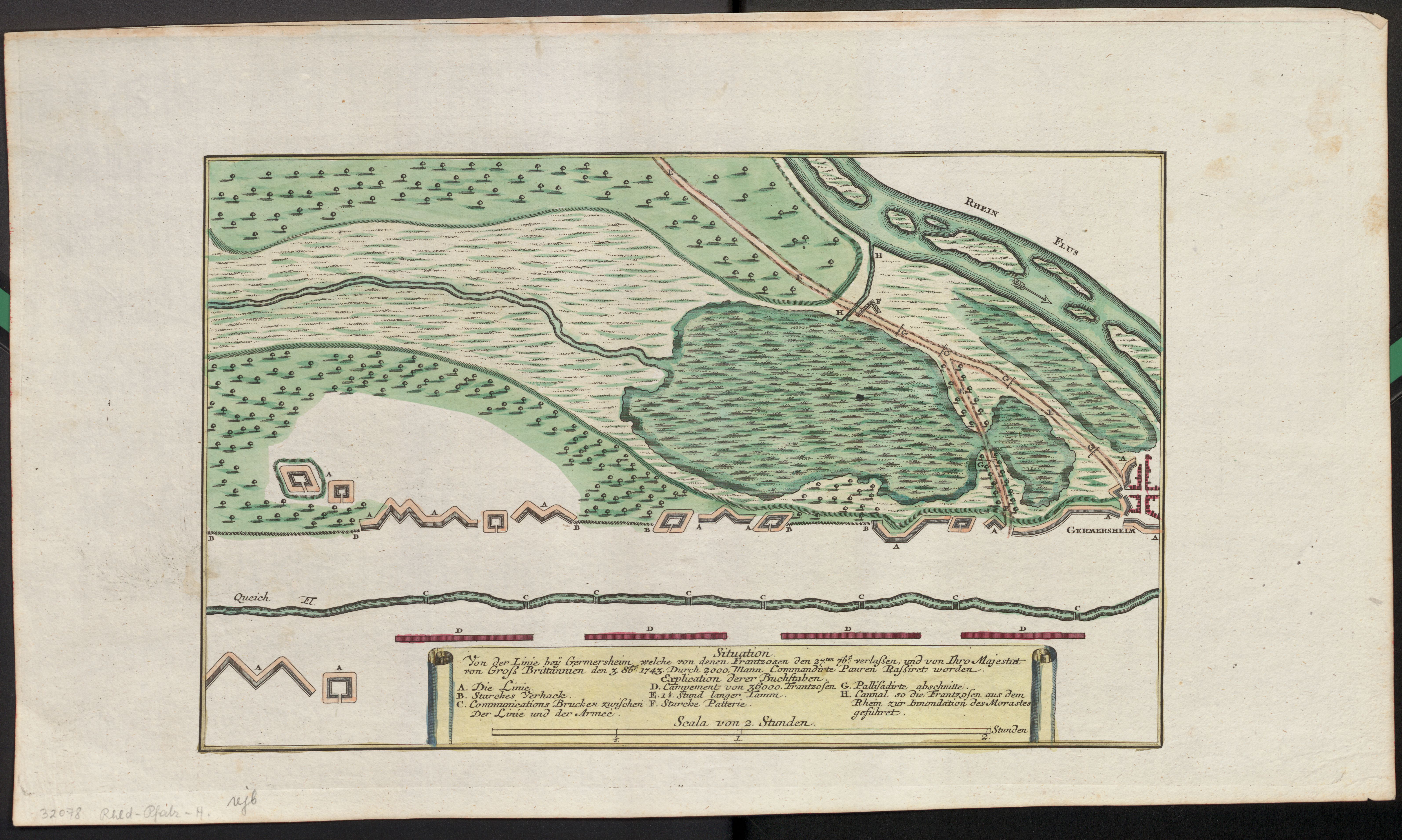
Von den Franzosen aufgegebene und von den Engländern besetzte Frontlinie bei Germersheim am 8. Oktober 1743

Ab 1787 versuchte die Kurpfalz, die im Rhein entstandene Insel Ceylon zu beseitigen, die als Bedrohung der Stadt Germersheim angesehen wurde. Bei der Kurpfalz verblieb Germersheim bis Ende des 18. Jahrhunderts und war dort Sitz eines Oberamtes.
Bei Germersheim fand am 5. Juli 1793 eine Schlacht des französischen Revolutionskrieges statt. Die österreichischen Truppen unter Feldmarschall Dagobert Sigmund von Wurmser schlugen dabei das französische Heer zurück und vereitelten damit den Entsatz von Mainz. In den Jahren 1797 bis 1814 gehörte Germersheim zu Frankreich und war Teil des Département du Mont-Tonnerre.

#### 19. Jahrhundert
Nach dem Ende der Napoleonischen Kriege kam Germersheim gemäß den Vereinbarungen des Wiener Kongresses 1815 zu Österreich und 1816 aufgrund eines Staatsvertrags zum Königreich Bayern. Es begannen die Überlegungen, Germersheim zur Festung auszubauen, um weitere Angriffe Frankreichs abzuwehren. Zwar hatte es zuvor Pläne zum Bau einer Festung bereits im Pfälzischen Erbfolgekrieg von französischer Seite gegeben; diese wurden jedoch, da die Stadt nicht gehalten werden konnte, damals wieder verworfen. Der Bau der Festung begann im Jahre 1834. In die Fluren rund um Germersheim wurden viele Kilometer Minengänge gegraben, die man noch heute bei Bauvorhaben finden kann. Im Jahr 1855 waren die Bauarbeiten an der eigentlichen Festung beendet; das Graben der Minengänge zog sich bis 1861 hin. Die Festung war schon bei ihrer Fertigstellung veraltet. Bei ihrer Planung war weder mit der Steigerung der Reichweite der Geschütze noch mit dem Einsatz von Brisanzgranaten gerechnet worden. Ihr Haupteffekt war nun, dass sie die Stadtentwicklung behinderte. Außerhalb der Festungsmauern durften keine Häuser und Fabriken errichtet werden und der Platz innerhalb war stark begrenzt. So entwickelte sich Germersheim zu einer fast reinen Garnisonstadt, in der das 17. Infanterieregiment „Orff“, zwei Bataillone des 2. Fußartillerie-Regiments und zwei Trainkompanien bis zu ihrer Auflösung nach dem Ende des Ersten Weltkrieges stationiert waren.

#### 20. Jahrhundert

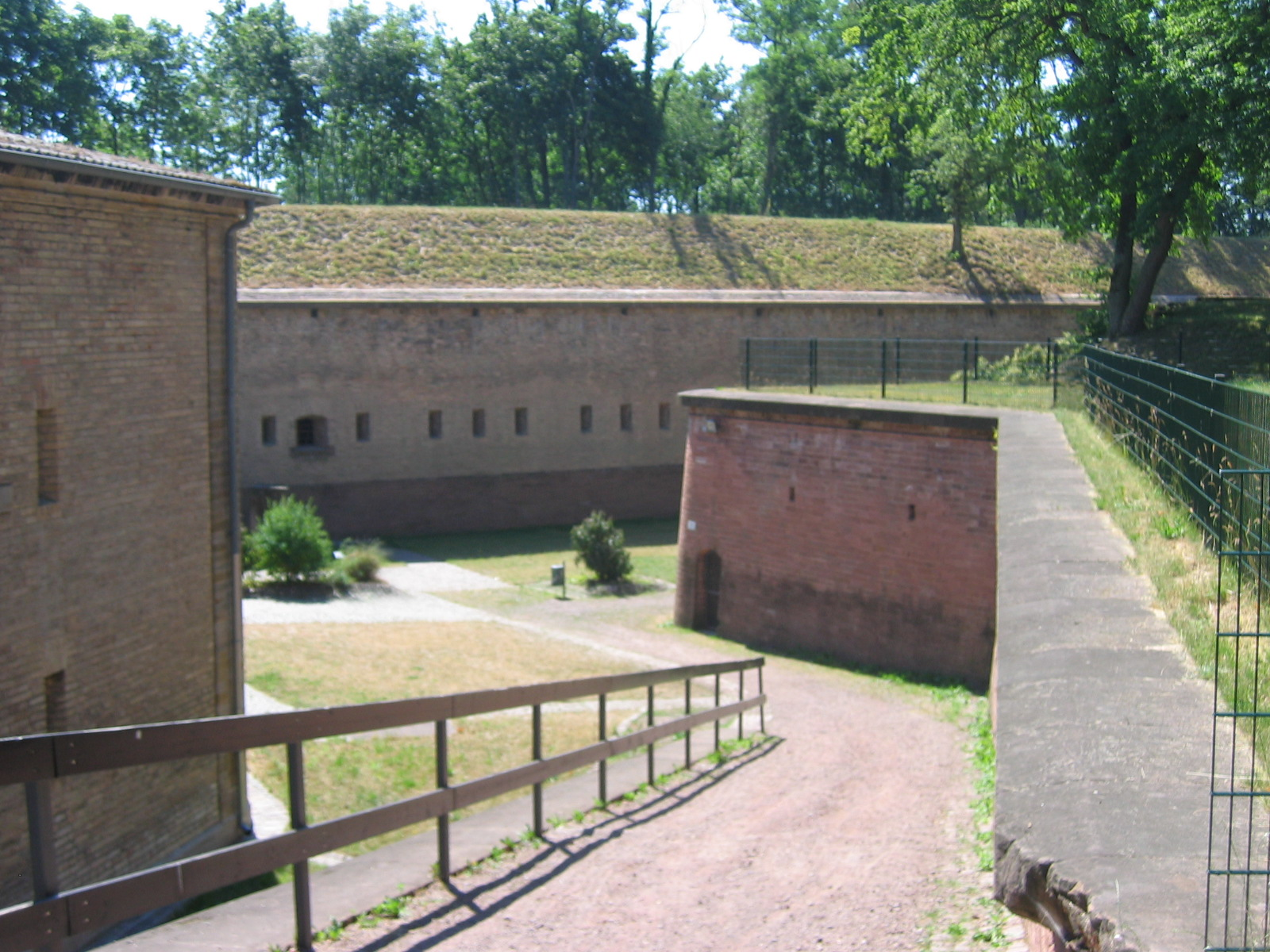
Festung Germersheim, einer der Zugänge zur Fronte Beckers (2005)

1921/22 wurde die Festung, wie im Versailler Vertrag festgelegt, geschleift. Lediglich kleine Teile der eigentlichen Festungsanlage blieben erhalten. Bis 1930 waren im Zusammenhang mit der Besetzung des Rheinlands durch die Siegermächte des Ersten Weltkriegs französische Truppen in Germersheim stationiert, was Konflikte mit der einheimischen Bevölkerung auslöste, so kam es 1926 zum sogenannten Fall Rouzier, der unter anderem auch Gegenstand eines Theaterstücks war.
Die nationalistisch-konservative Haltung der Bevölkerung zu Beginn der NS-Diktatur zeigt sich deutlich am Ausgang der Reichstagswahlen vom 5. März 1933. Hierbei erhielten im Landkreis Germersheim die NSDAP 43,5 % und die BVP (Bayerische Volkspartei) 40,5 % der Stimmen. Die SPD belegte mit 10,3 % Rang 3. 1925 gab es nur weniger als 40 Juden in Germersheim; ihre Zahl sank während der NS-Diktatur weiter. Die um 1863 erbaute Synagoge wurde 1938 verkauft und überstand die Novemberpogrome 1938, lediglich einige Fenster wurden eingeworfen. Am 22. Oktober 1940 wurden die in Germersheim lebenden Juden im Zuge der Wagner-Bürckel-Aktion deportiert.
Im Zuge der Aufrüstung der Wehrmacht wurde Germersheim 1936 wieder Garnison. Im Zweiten Weltkrieg waren Teile der Strafdivision 999 in Germersheim stationiert. Generalleutnant Hans Graf von Sponeck, der gegen ausdrücklichen Befehl Hitlers im Winter 1941 seinen hoffnungslos unterlegenen Truppen den Rückzug befahl, wurde hier nach der Umwandlung seines Todesurteils in Festungshaft genommen. Nach dem Attentat vom 20. Juli 1944 wurde er, obwohl unbeteiligt, erschossen.
Die 12. und die 14. US-Panzerdivision schickten in der Operation Undertone früh am 24. März 1945 Truppen zur Eisenbahn-Rheinbrücke Germersheim; noch keine von ihnen hatte die Stadt erreicht, als die Nationalsozialisten die Brücke um 10:20 Uhr sprengten.
1947 wurde durch Verfügung des Oberkommandos der französischen Besatzungszone eine Staatliche Dolmetscherhochschule gegründet.
Nach dem Weltkrieg wurden wieder Truppen in Germersheim stationiert, zuerst amerikanische im U.S. Army Depot, später auch wieder deutsche Einheiten der Bundeswehr. In der 1965 erbauten General-Hans-Graf-Sponeck-Kaserne (seit 2015 Südpfalz-Kaserne) waren ausschließlich Luftwaffeneinheiten (unter anderem das Mittlere Fernmeldebetriebsbataillon 764, der Stab des Luftwaffenausbildungsregiment 4 und dessen 3. Luftwaffen-Ausbildungsbataillon mit zeitweise bis zu sechs Kompanien) untergebracht. Bei den Soldaten war die Stationierung im Sommer wegen der in großen Mengen vorkommenden Stechmücken (vor Ort Schnooke, d. h. Schnaken, genannt) sehr unbeliebt. Alle Kasernenfenster waren mit Insektengittern versehen. Im 1980 errichteten Luftwaffendepot wurde eine Luftwaffen-Kraftfahrzeug-Transport-Staffel des 4. Luftwaffen-Versorgungsregimentes Mosbach-Neckarelz stationiert. Heute beherbergt Germersheim die 1.–6. Kompanie des Luftwaffenausbildungsbataillons mit dem Ausbildungszentrum Grundlagenausbildung der Luftwaffe, die 7. Kompanie ist im mittelfränkischen Roth stationiert. Das Bataillon besteht aus der 10., 11. und 12. Kompanie, welche Grundausbildungskompanien sind, und aus drei Inspektionen, welche Personal auf den Auslandseinsatz vorbereiten (die Bundeswehr nennt Kompanien der Ausbildungseinrichtungen des Heeres Inspektion).
Am 22. April 1972 wurde die sich im Süden anschließende und bis dahin eigenständige Gemeinde Sondernheim eingemeindet.
Für Aufruhr sorgte das 2. British Rock Meeting vom 20. bis 22. Mai 1972. Erst nach Anlaufen des Kartenvorverkaufes erfuhr die Stadtverwaltung von dem Festival und verbot es umgehend. Da der Ansturm der Besucher nicht mehr zu bremsen war, wurde das Verbot am 18. Mai 1972 aufgehoben und das Festival konnte wie geplant durchgeführt werden. Über 70.000 Besucher hörten Bands wie Pink Floyd, Status Quo, Spencer Davis Group, Uriah Heep, Kinks und zahlreiche andere.
1990 nahm die Daimler AG ihr Global Logistics Center auf der Insel Grün in Betrieb.

#### 21. Jahrhundert
Seit 2006 plante der Energiekonzern EnBW den Bau eines neuen Kohlekraftwerks mit einer elektrischen Leistung von 900 Megawatt in Germersheim. Als Standort war die Insel Grün in unmittelbarer Nähe des Atomkraftwerks Philippsburg vorgesehen. Das Kraftwerk sollte mit importierter Steinkohle befeuert werden. Der Bau wurde von einer Bürgerinitiative kritisiert, die über die Risiken und Nachteile des Projektes informierte und Demonstrationen und Protestaktionen organisierte. Zunächst lehnten nur die Grünen Germersheim, schließlich jedoch alle Parteien im Stadtrat außer den Republikanern das Kraftwerksprojekt ab. Die Ratsmehrheit beschloss eine Änderung des Flächennutzungsplans, der den Bau eines Kohlekraftwerks unmöglich machte. Im Herbst 2008 gab EnBW bekannt, den Neubauplan nicht weiter zu verfolgen und begründete dies mit verschiedenen standortspezifischen und infrastrukturellen Gegebenheiten.
Die Bundeswehr räumte die Stadtkaserne II, bestehend aus dem Proviantamt und dem Lazarettgebäude der Festung Germersheim. Die unter Denkmalschutz stehenden Gebäude wurden 2012 unter Auflagen an einen Investor abgegeben, seitens der Stadt wurde 2007 eine Einzelhandelsnutzung vorgesehen. Das Bundeswehrdepot in der Theobaldkaserne wurde 1996 aufgegeben, die Anlage soll nach der Sanierung für Wohn- und Gewerbezwecke genutzt werden.

### Stadtgrenzen
Bis zur Rheinbegradigung durch Johann Gottfried Tulla folgte der Grenzverlauf dem Rhein, das bedeutete, die heute auf rechtsrheinischem Gebiet liegende Insel Elisabethenwörth gehörte zu Germersheim, die heute linksrheinische Insel Grün im Norden von Germersheim zum Großherzogtum Baden.
Für den Bau von Vorwerken der Festung wurden weitere Flächen auf der rechten Rheinseite gekauft.
Bis zum 3. Dezember 1969 gehörten die Insel Elisabethenwörth sowie die für den Festungsbau erworbenen Flächen zu Germersheim. Die Grenze verlief dann im Norden über die B 35 hinweg bis ca. zum Rheinkilometer 386,5. An diesem Tag wurden die Insel Grün gegen ähnlich große Flächen der rechtsrheinischen Gebiete getauscht und so die heutigen Grenzen festgelegt.

### Einwohnerstatistik
Zur Einwohnerentwicklung des Stadtteils Sondernheim siehe den Abschnitt Einwohnerentwicklung des Stadtteilartikels.

Einwohnerentwicklung von Germersheim von 1770 bis 2018.
Blau: Einwohnerentwicklung der Stadt Germersheim nach heutigem Gebietsstand.
Rot: Stadtteil Germersheim nach nebenstehender Tabelle.
Grün: Stadtteil Sondernheim.

| Jahr              | Einwohner |
| ----------------- | --------- |
| 31. Dezember 1925 | 3.308     |
| 31. Dezember 1933 | 3.735     |
| 31. Dezember 1939 | 5.858     |
| 31. Dezember 1994 | 15.876    |

| Germersheim: Einwohnerzahlen von 1965 bis 2023     | Germersheim: Einwohnerzahlen von 1965 bis 2023 | Germersheim: Einwohnerzahlen von 1965 bis 2023 | Germersheim: Einwohnerzahlen von 1965 bis 2023 | Germersheim: Einwohnerzahlen von 1965 bis 2023 |
| -------------------------------------------------- | ---------------------------------------------- | ---------------------------------------------- | ---------------------------------------------- | ---------------------------------------------- |
| Jahr                                               |                                                |                                                |                                                | Einwohner                                      |
| 1965                                               | 1965                                           |                                                | 9.930                                          | 9.930                                          |
| 1970                                               | 1970                                           |                                                | 11.440                                         | 11.440                                         |
| 1975                                               | 1975                                           |                                                | 12.041                                         | 12.041                                         |
| 1980                                               | 1980                                           |                                                | 13.347                                         | 13.347                                         |
| 1985                                               | 1985                                           |                                                | 13.218                                         | 13.218                                         |
| 1990                                               | 1990                                           |                                                | 15.277                                         | 15.277                                         |
| 1995                                               | 1995                                           |                                                | 19.614                                         | 19.614                                         |
| 2000                                               | 2000                                           |                                                | 20.134                                         | 20.134                                         |
| 2005                                               | 2005                                           |                                                | 20.881                                         | 20.881                                         |
| 2010                                               | 2010                                           |                                                | 20.588                                         | 20.588                                         |
| 2015                                               | 2015                                           |                                                | 20.587                                         | 20.587                                         |
| 2020                                               | 2020                                           |                                                | 20.643                                         | 20.643                                         |
| 2023                                               | 2023                                           |                                                | 21.295                                         | 21.295                                         |
| Quelle(n): Statistisches Landesamt Rheinland-Pfalz |                                                |                                                |                                                |                                                |

### Konfessionsstatistik
Mit Stand 30. Juni 2005 waren von den Einwohnern 35,8 % römisch-katholisch, 26,6 % evangelisch und 37,4 % waren konfessionslos oder gehörten einer anderen Glaubensgemeinschaft an. Der Anteil der evangelischen und katholischen Kirchenmitglieder an der Gesamtbevölkerung ist seitdem beträchtlich gesunken. Mit Stand Juni 2025 lag der Anteil der katholischen Bürger bei 20,5 %, der evangelischen bei 16,5 % und der Sonstigen bei 63,0 %.
Im Jahr 2011 waren 16,8 % der Einwohner muslimisch.

## Politik

### Stadtrat
Der Stadtrat in Germersheim besteht aus 36 ehrenamtlichen Ratsmitgliedern, die bei der Kommunalwahl am 9. Juni 2024 in einer personalisierten Verhältniswahl gewählt wurden, und dem hauptamtlichen Bürgermeister als Vorsitzendem.
Die letzten Kommunalwahlen führten zu den folgenden Sitzverteilungen im Stadtrat:
| Wahl | SPD | CDU | GRÜNE | AfD | FDP | FWG | REP | Gesamtsitze |
| ---- | --- | --- | ----- | --- | --- | --- | --- | ----------- |
| 2024 | 5   | 12  | 4     | 10  | 1   | 4   | —   | 36          |
| 2019 | 6   | 12  | 6     | 6   | 2   | 4   | —   | 36          |
| 2014 | 7   | 15  | 4     | —   | 1   | 7   | 2   | 36          |
| 2009 | 7   | 16  | 3     | —   | 3   | 5   | 2   | 36          |
| 2004 | 5   | 16  | 2     | —   | 2   | 8   | 3   | 36          |
| 1999 | 5   | 14  | 2     | —   | 1   | 7   | 3   | 32          |

- FWG = Freie Wählergruppe Germersheim-Sondernheim e. V.

Aufgrund der Besonderheiten des rheinland-pfälzischen Wahlsystems bei den Kommunalwahlen (personalisierte Verhältniswahl) sind die in der Graphik dargestellten prozentualen Stimmanteile als „gewichtete Ergebnisse“ ausgewiesen, welche das Wahlverhalten nur rechnerisch wiedergeben können.

### Bürgermeister
Amtierender Bürgermeister ist seit dem 1. Januar 2010 Marcus Schaile (CDU). Er wurde am 7. Juni 2009 und am 14. Mai 2017 bei jeweils zwei Gegenkandidaten mit absoluter Mehrheit für je acht Jahre gewählt.
Liste der Bürgermeister seit Beginn des 20. Jahrhunderts:
| Amtszeit  | Name                    | Partei           | Anmerkung       |
| --------- | ----------------------- | ---------------- | --------------- |
| 1900–1903 | Ludwig Philipp Heené    |                  |                 |
| 1903–1908 | Anton Kleehaas          |                  |                 |
| 1908–1911 | Julius Ball             |                  |                 |
| 1911–1920 | Jakob Diehl             |                  |                 |
| 1921–1931 | Friedrich Schmidt       |                  |                 |
| 1931–1933 | Heinrich Reible         |                  |                 |
| 1933–1936 | Fritz Wolf              | NSDAP            | Erste Amtszeit  |
| 1936–1945 | Georg Otto Angerer      | NSDAP            |                 |
| 1945      | Jakob Philipp Gutermann |                  |                 |
| 1945–1952 | August Ebinger          |                  |                 |
| 1952–1956 | Fritz Wolf              | Liste Fritz Wolf | zweite Amtszeit |
| 1956–1981 | Siegfried Jantzer       | CDU              |                 |
| 1982–2001 | Benno Heiter            | CDU              |                 |
| 2002–2009 | Dieter Hänlein          | CDU              |                 |
| seit 2010 | Marcus Schaile          | CDU              |                 |

### Wappen
| Banner, Wappen und Hissflagge |  |
|                               |  |
|                               |  |

| | Blasonierung: „In Blau ein golden (gelb) gekrönter, rot gezungter goldener (gelber) Adler.“ |
| Wappenbegründung: Im Jahr 1276 wurde die Stadt durch den deutschen König Rudolf von Habsburg zur Freien Reichsstadt erhoben. Der Adler ist ein Symbol hierfür. Der Ursprung der Farben ist unbekannt, doch handelte es sich ursprünglich um einen schwarzen Adler auf silbernem Grund. |                                                                                             |

### Partnerschaften
Seit dem Jahr 1963 besteht eine Städtepartnerschaft mit der Stadt Tournus in Burgund, Frankreich, seit dem Jahr 2005 besteht zudem eine Städtepartnerschaft mit der Stadt Zalaszentgrót in Ungarn.
Zum U-Boot U 19 der Bundeswehr (im Dienst von 1973 bis 1998), dessen Heimathafen in Eckernförde war, bestand eine Patenschaft. Als sichtbares Zeichen dafür lag vor dem Ludwigstor der Germersheimer Festung lange Zeit eine Boje.

## Kultur und Sehenswürdigkeiten

### Museen
- Deutsches Straßenmuseum
- Das Stadt- und Festungsmuseum Germersheim dokumentiert vor allem die Geschichte der Stadt Germersheim, aber auch die ehemalige Festung und Garnison. Neben der Geschichte des Militärs in Germersheim werden aber auch zivile Aktivitäten dargestellt, wie z. B. Ziegelindustrie, Rheinfischerei, Tabakverarbeitung, Schnapsbrennen, Schuhmacherei, Druckerei und Buchbinden, sowie Emailschilder-Fabrikation.
- Die Gründung eines Ökumenischen Kirchenmuseums ist beschlossen, jedoch sind noch keine Räumlichkeiten gefunden.[32] In der Germersheimer Sparkassen-Filiale fand im November 2007 dennoch die erste Ausstellung statt, bei der zahlreiche Exponate zur regionalen Kirchengeschichte gezeigt wurden.[33]

### Musik
Germersheim hat eine seit 1986 bestehende Musikschule, die auch ein Orchester stellt, das mit dem aus Speyer kooperiert. Weiterhin existieren ein katholischer und ein evangelischer Kirchenchor. Außerdem bestehen der Musikverein Sondernheim sowie die Sängergemeinschaft Germersheim mit zwei Chören.
Vor allem bei städtischen Veranstaltungen wird die Germersheimer Stadtkapelle eingesetzt.

### Bauwerke

#### Festung Germersheim

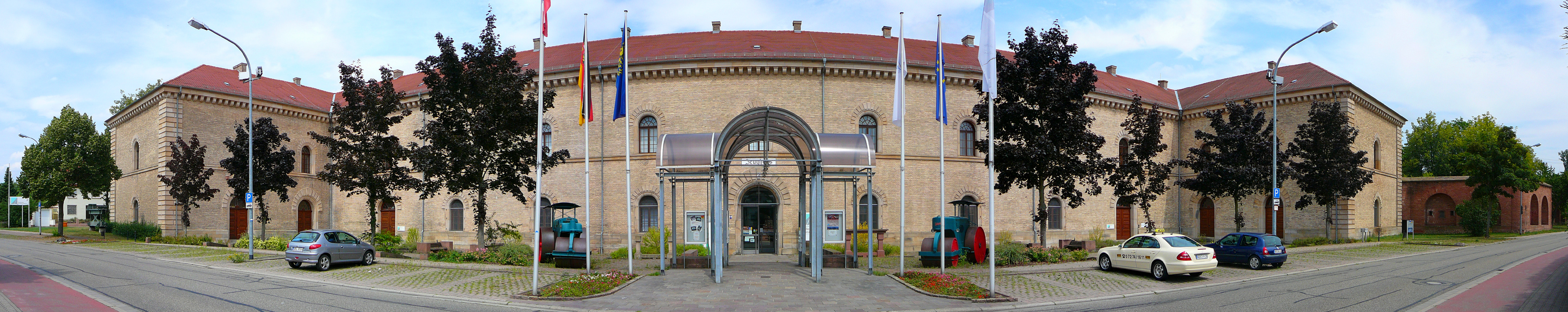
Das ehemalige Zeughaus beherbergt das Deutsche Straßenmuseum (2008)

Noch heute kann man Teile der alten Festung Germersheim besichtigen. Besonders zu erwähnen sind hier
- der Festungspark „Fronte Lamotte“
- das Weißenburger Tor (heute inoffizielles Wahrzeichen der Stadt)
- das Ludwigstor mit Stadt- und Festungsmuseum Germersheim
- das Zeughaus mit dem Deutschen Straßenmuseum und der „Carnot’schen Mauer“
- die Fronte Beckers mit Kultur- und Jugendzentrum Hufeisen sowie dem Skulpturenweg Germersheim
- die Seysselkaserne (heute Fachbereich Translations-, Sprach- und Kulturwissenschaft der Johannes Gutenberg-Universität Mainz)
- das Arrestgebäude

#### Katholische Kirche St. Jakobus
Die St.-Jakobus-Kirche wurde als Burgkapelle erstmals 1280 erwähnt, ist jedoch wahrscheinlich schon wesentlich älter. Sie war zweimal Kloster: 1298 bis 1556 der Serviten und 1682 bis 1794 der Franziskaner. 1674 wurde die Kirche wie auch die gesamte Stadt fast vollständig zerstört, jedoch zwischen 1682 und 1697 neu errichtet. Heute ist sie Sitz der katholischen Stadtpfarrei. An der Kirche befand sich bis 1771 der Friedhof, der anschließend außerhalb der Stadt verlegt wurde, aber inzwischen durch die Ausweitung der Bebauung wieder komplett innerhalb des Ortes liegt.

#### Protestantische Versöhnungskirche in Germersheim
Für die protestantische Versöhnungskirche in der Germersheimer Marktstraße wurde der Grundstein am 26. November 1782 gelegt. Die Einweihung als Kirche der reformierten Gemeinde erfolgte am 24. Oktober 1784. Sie dient seit 1818, dem Jahr der Kirchenvereinigung in der Pfalz, der Protestantischen Kirchengemeinde als Gotteshaus.

#### Protestantische Kirche in Sondernheim
Die protestantische Kirche im Germersheimer Stadtteil Sondernheim wurde nach einer Bauzeit von nur neuneinhalb Monaten am 7. Juni 1954 feierlich ihrer Bestimmung übergeben. Die Grundsteinlegung erfolgte am 21. August 1953. Vorläufer der Kirche war ein 1841 eingerichteter Betsaal.

#### Stadthaus
Das Stadthaus ist eines der ältesten noch bestehenden Gebäude der Stadt. Es wurde 1740 als Ersatz für das 1674 zerstörte Verwaltungsgebäude des Oberamtes Germersheim errichtet. 1792 verlor es seine Funktion. Ab 1815 war es Garnisonskommandantur, wurde jedoch 1892 zum Offizierskasino umfunktioniert. 1972 wurde es zum Rathaus, behielt aber, wohl aus Unterscheidungsgründen zum Alten Rathaus in der Marktstraße, den Namen Stadthaus.

### Parks
Entlang einiger ehemaliger Festungsanlagen befinden sich z. T. öffentlich zugängliche Grünflächen, denen die Stadt ihr insgesamt sehr grünes Erscheinungsbild verdankt. Hierzu zählt beispielsweise die Fronte Beckers, die Fronte Lamotte (welche, nachdem die Bundeswehr das Gelände freigegeben hat, zum „Festungspark Fronte Lamotte“ umgestaltet wurde) oder auch der Park westlich der Seysselkaserne als Teil des Fachbereichs Translations-, Sprach- und Kulturwissenschaft (FTSK), der zu dessen Öffnungszeiten auch öffentlich zugänglich ist.
Bereits in den 70er Jahren wurde der sogenannte Ludwigspark (mit Rodelberg) am Ludwigstor angelegt. An diesen schließt sich, zwischen Bahnhof und Stadtzentrum, der Schwanenweiher mit einer kleinen Insel an, welcher ca. zwei Meter unter normalem Erdniveau liegt. Dieser Park wiederum geht in den sogenannten Schlangenweg über, der entlang des nördlichen Queicharmes verläuft und in dessen Verlängerung man entlang des Rheines östlich der eigentlichen Stadt bis zum Naherholungsgebiet Sondernheim gelangen kann.
Zwischen Stadthalle und Grundschule befindet sich eine weitere etwa 50 m × 50 m große als „Stadtgarten“ bezeichnete Grünfläche.

### Regelmäßige Veranstaltungen

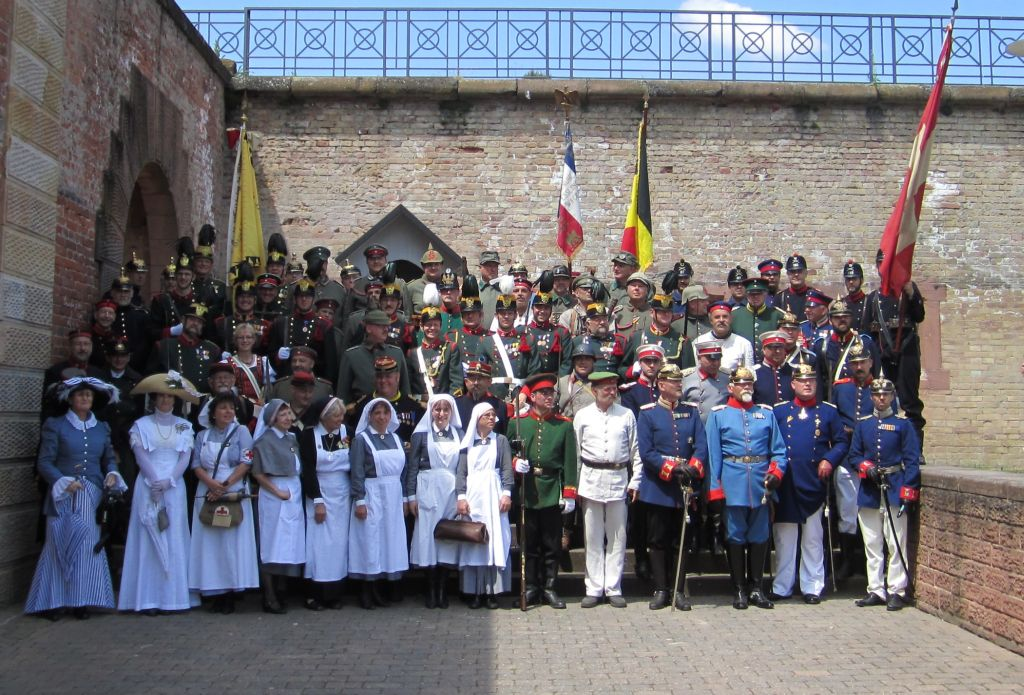
Mitglieder der 2009 in Germersheim gegründeten Deutschen Gesellschaft für Historische Uniformkunde als Teilnehmer am Festungsfest 2013

- April: Deutschlands größte Spezialradmesse („Spezi“)
- Pfingsten: Pfingstmarkt auf dem hinter dem Sportzentrum Wrede gelegenen Messplatz
- Juni in ungeraden Jahren: Festungsfest
- Juni/Juli: Germersheimer Kultursommer mit Open-Air-Veranstaltungen im „Hufeisen“ (Fronte Beckers)
- September, erstes Wochenende: Straßenfest auf dem zwischen der Kirche St. Jakobus und der Marktstraße gelegenen Marktplatz

### Kunst

#### Kunstverein
Der Kunstverein Germersheim wurde 1982 gegründet und organisierte anfänglich Ausstellungen und Konzerte an verschiedenen Orten. 1992 konnte der Verein in die damals neu restaurierten Räume des ehemaligen Zeughauses der Festung umziehen. Die ehrenamtliche Arbeit des Kunstvereins wird gestaltet durch die ca. 150 Mitglieder. Mehrere bekannte Künstler haben bereits im Rahmen des Kunstvereins Germersheim ausgestellt, darunter Bildhauer wie Lothar Fischer, Franz Bernhard, Paloma Varga Weisz, Madeleine Dietz, Peter Lang, Werner Pokorny sowie Maler wie Günther Förg, Lambert Maria Wintersberger, Christiane Maether.

#### Öffentlicher Raum
Es gibt in Germersheim – gemessen an seiner Einwohnerzahl – eine große Zahl an modernen Kunstwerken, die an Straßen, Plätzen und in Parks öffentlich aufgestellt sind.

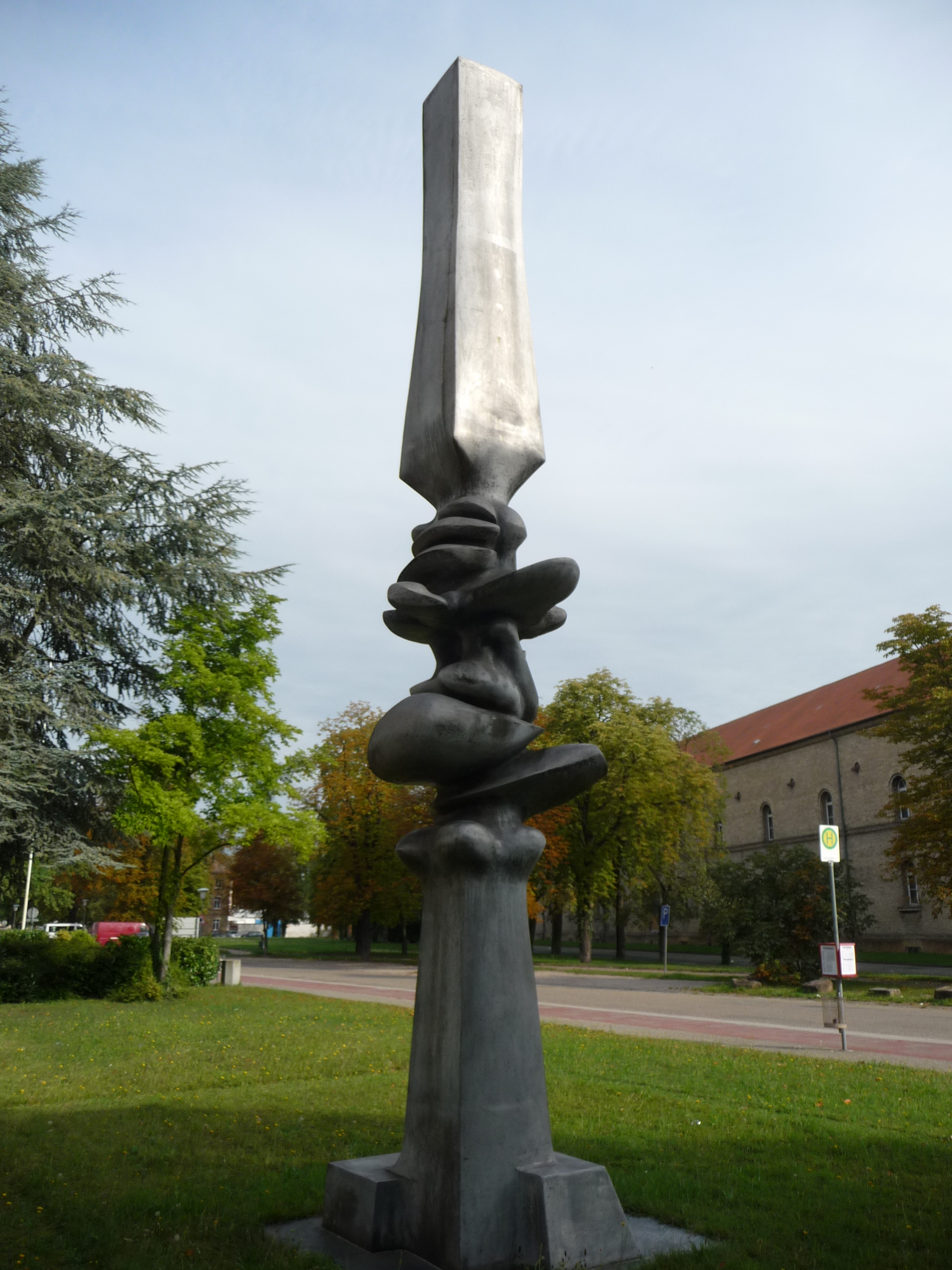
Karl-Heinz Deutsch: Große Stele (1977); Berufsbildende Schule
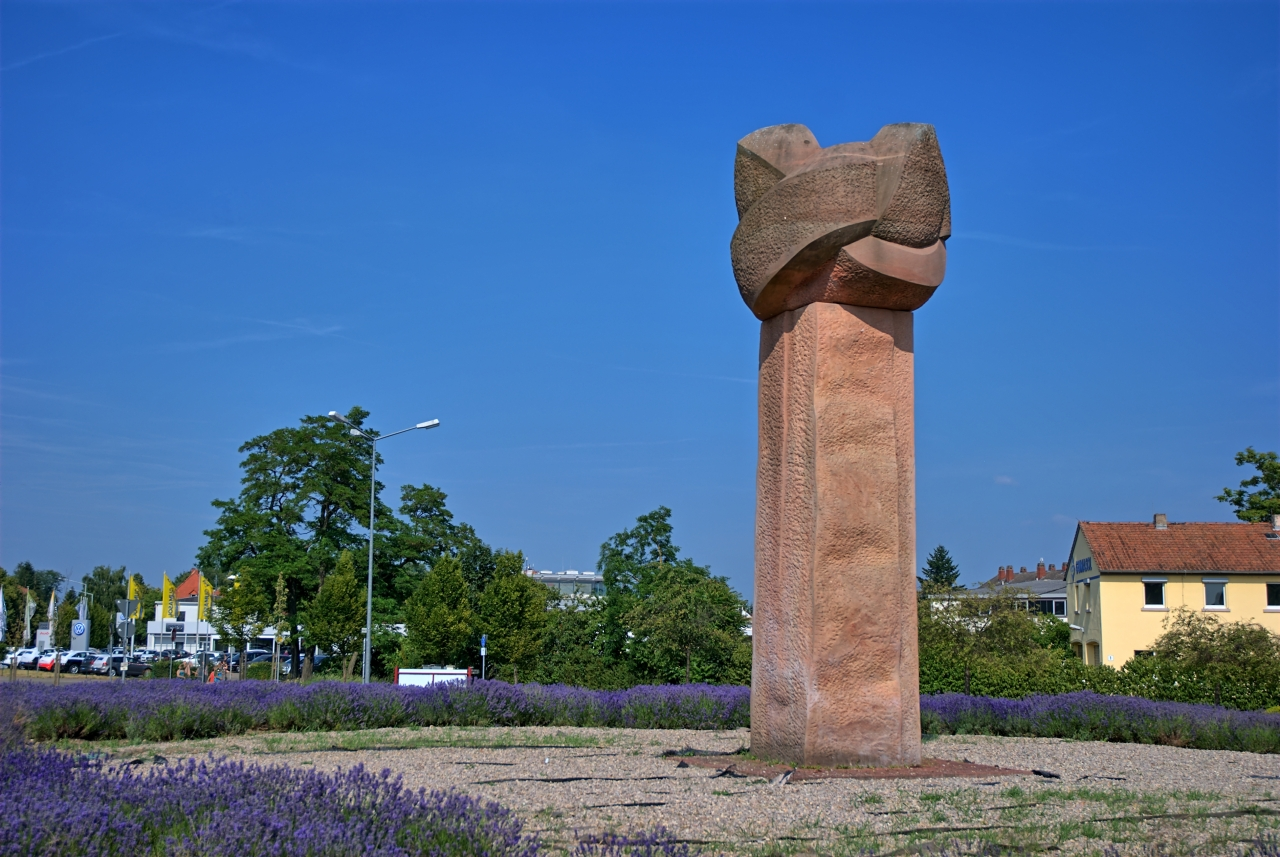
Karl-Heinz Deutsch: Knotenpunkt (2002); Kreisverkehr Konrad-Adenauer-Str. / Josef-Probst-Str. / Sondernheimer Str.
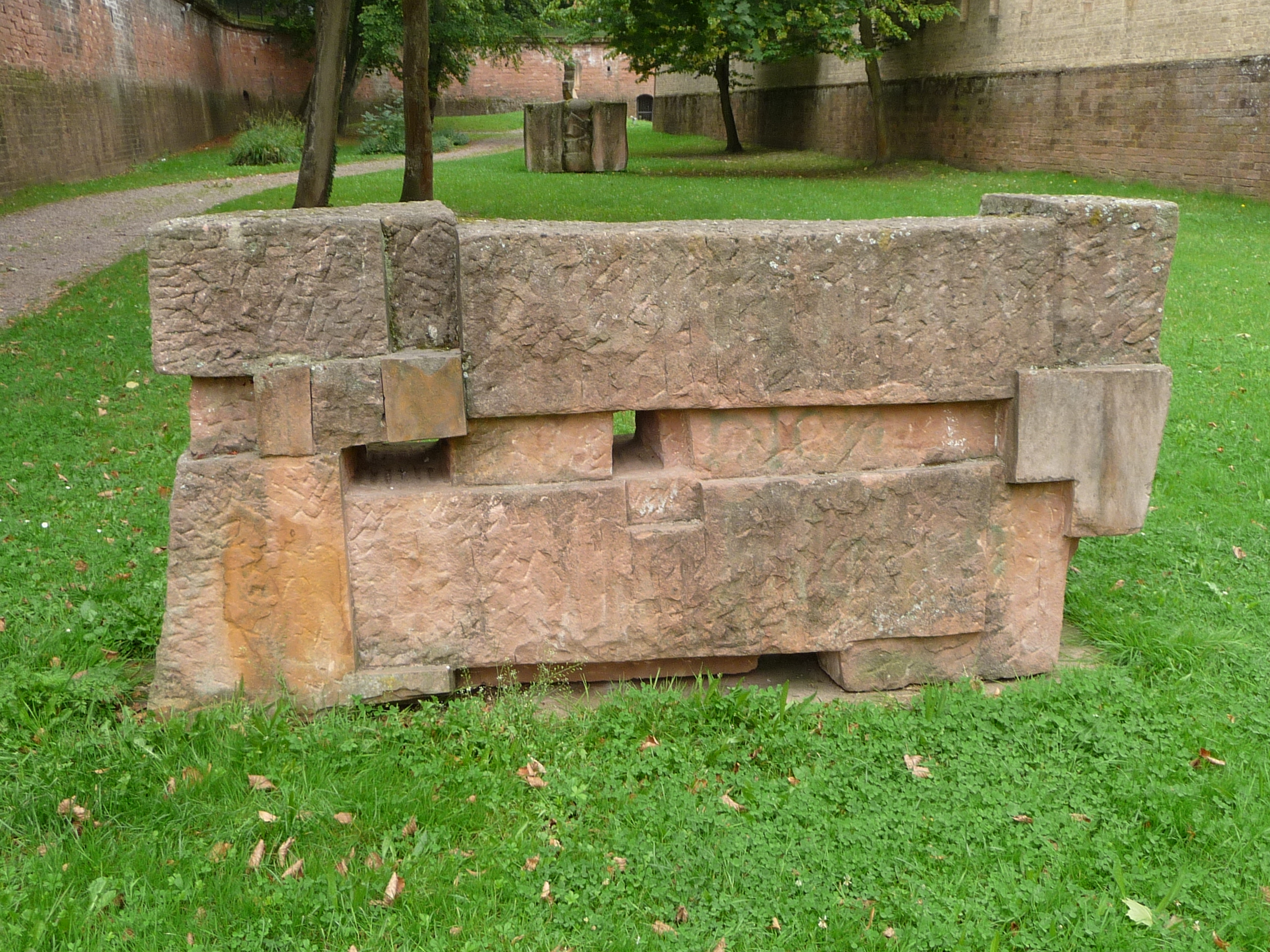
Holger Grimm: Komposition (1997); Festungsanlage Fronte Beckers
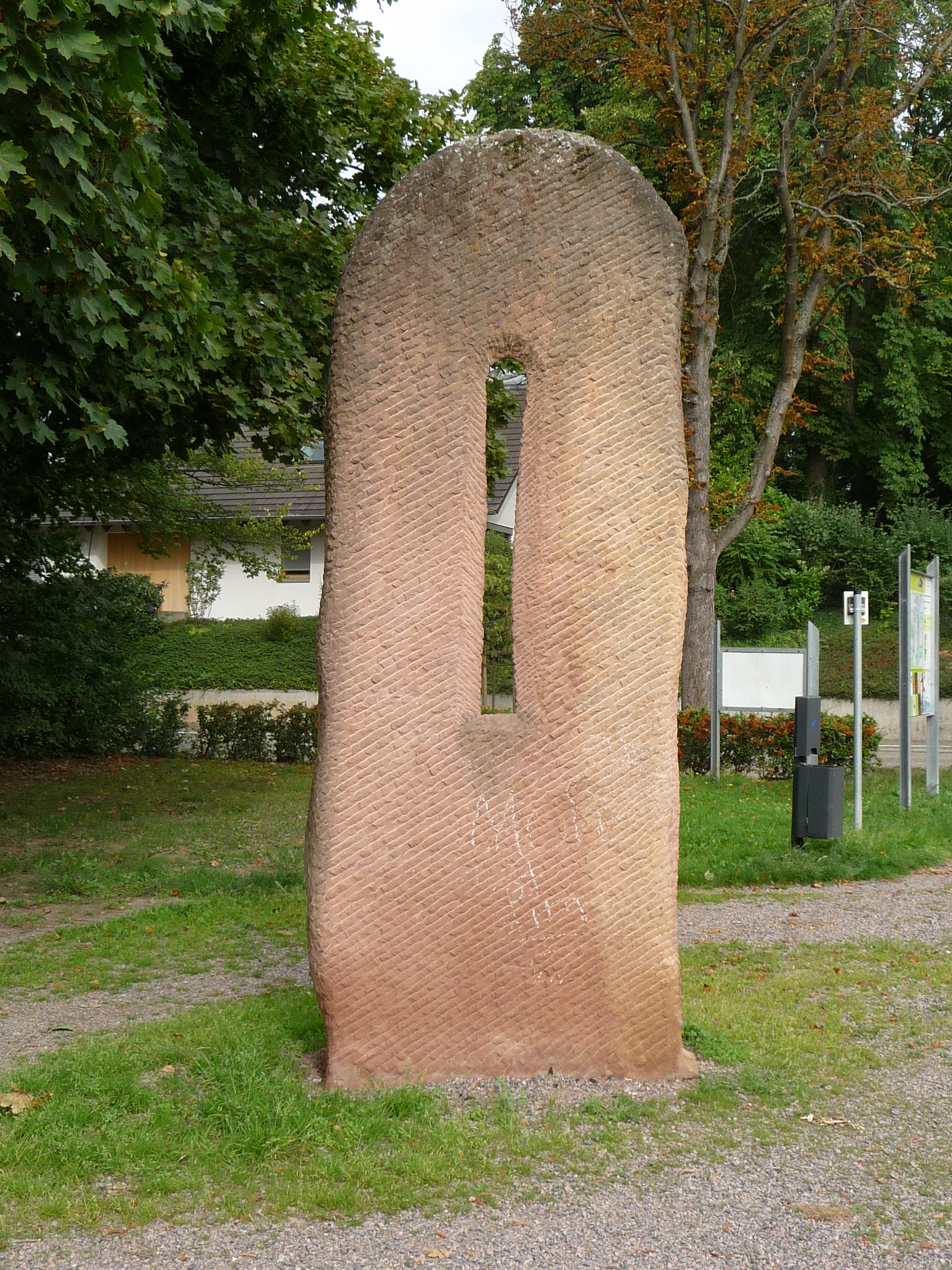
Ljubo de Karina: Fenster (1997); Festungsanlage Fronte Beckers
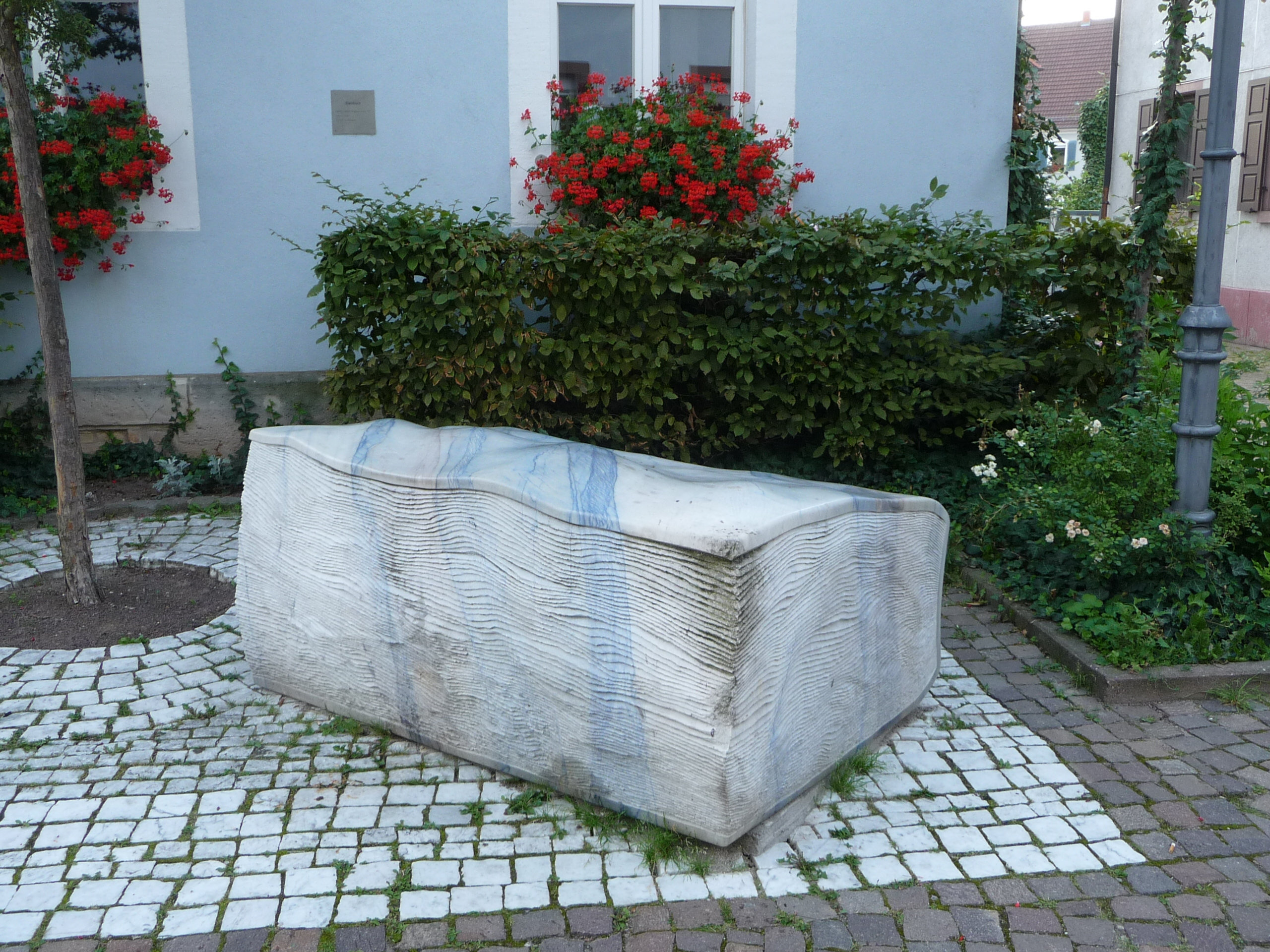
Kubach-Wilmsen: Steinbuch (1996–1997); Stadtbibliothek
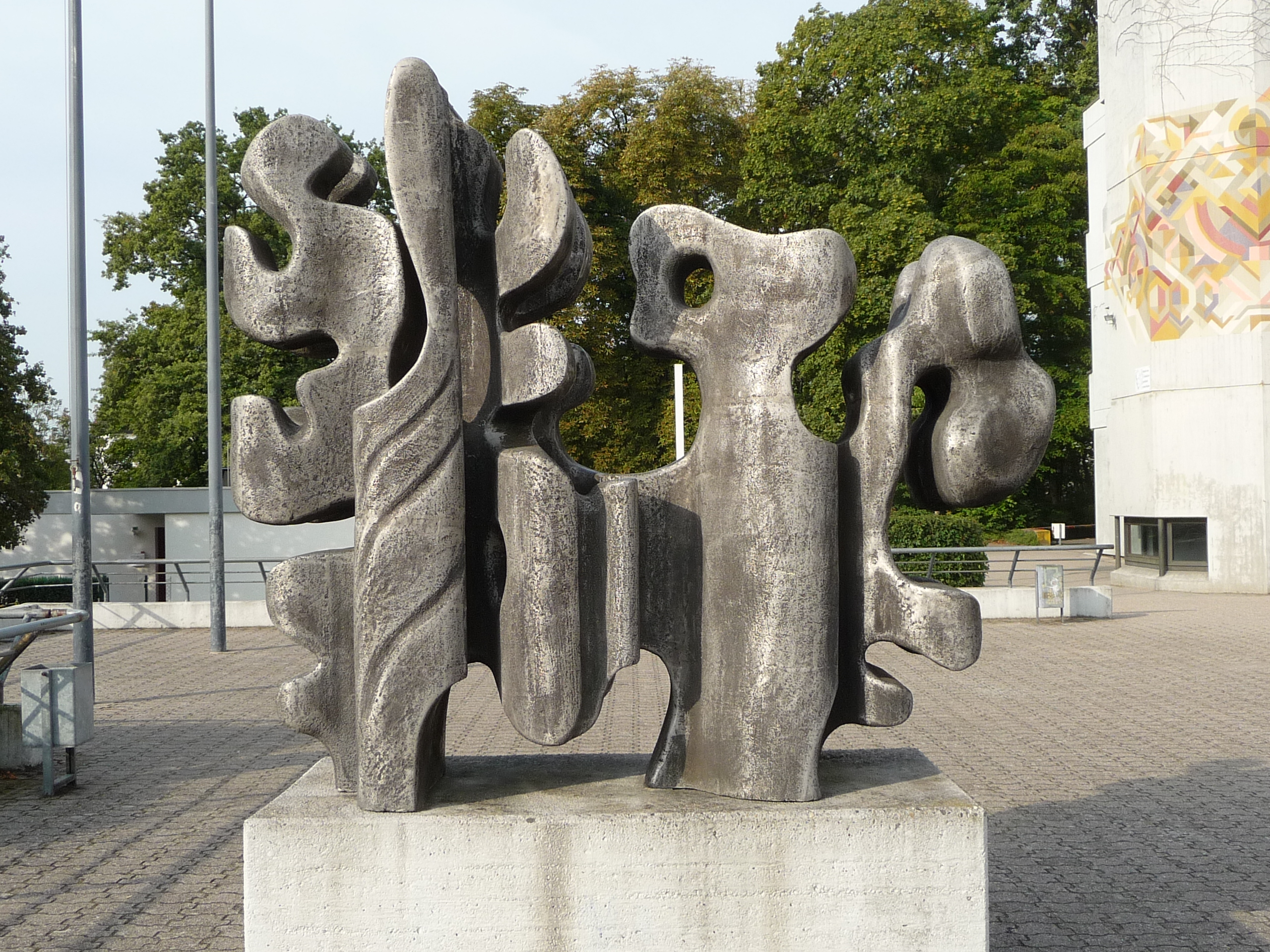
Georg Vorhauer: Syntax (1973); Richard-von-Weizsäcker-Realschule plus

## Wirtschaft und Infrastruktur

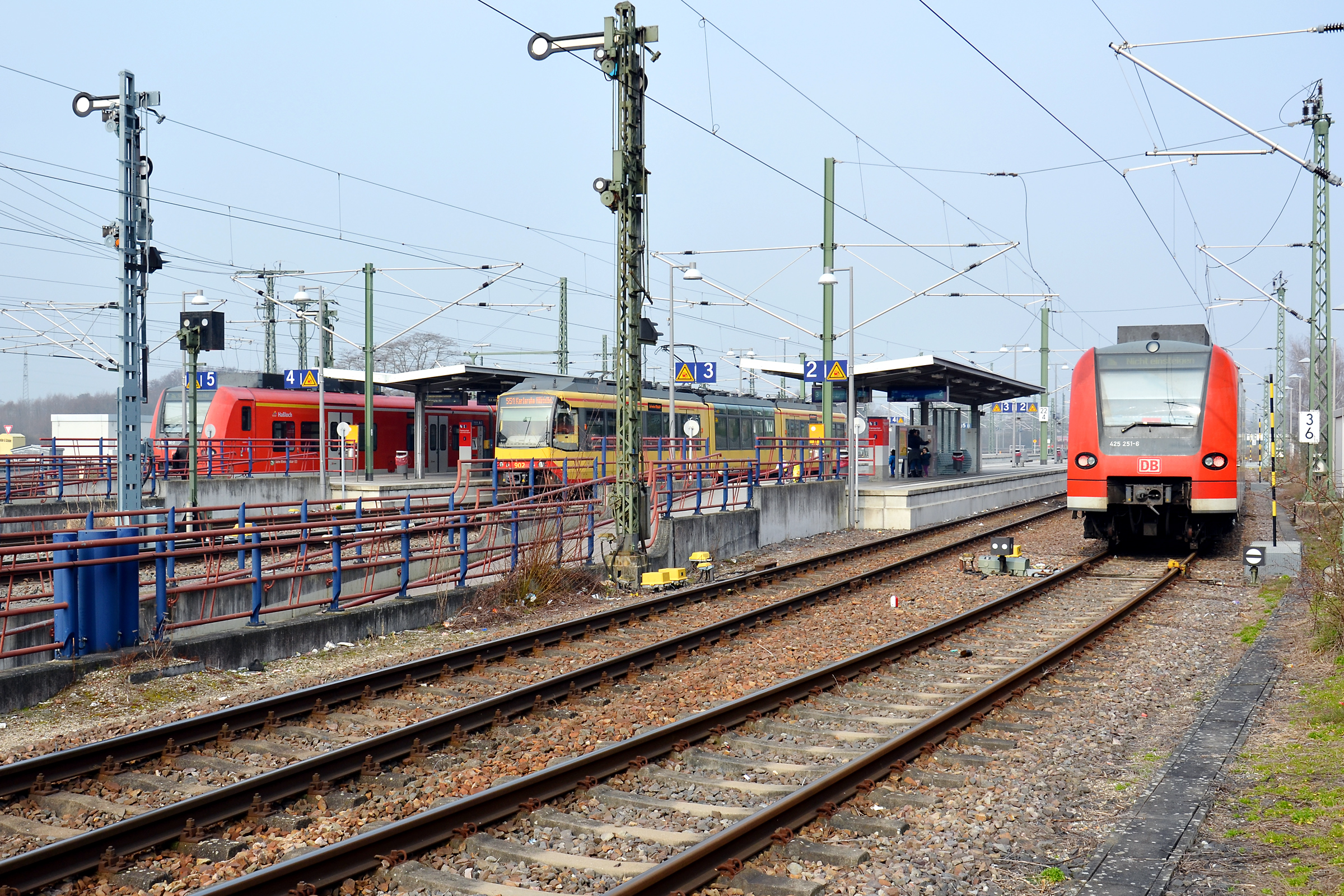
Bahnhof Germersheim im Jahr 2015

### Verkehr
Die Stadt liegt am Kreuzungspunkt der Bundesstraßen B 9 (Speyer–Lauterbourg) und B 35 (Germersheim–Illingen).

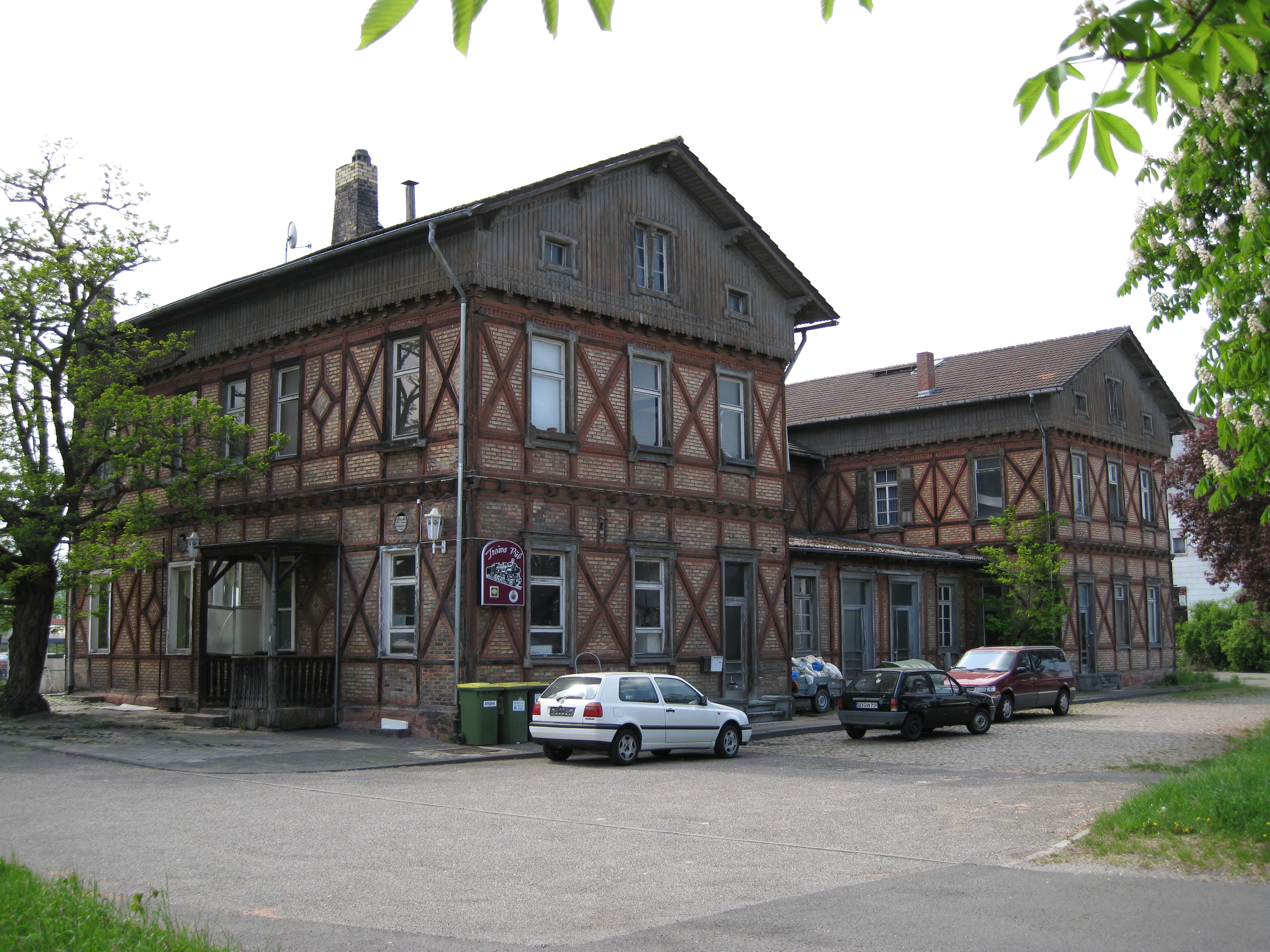
Alter Bahnhof.

Der Bahnhof Germersheim und der Bahnhof Sondernheim liegen an der Bahnstrecke Schifferstadt–Wörth die aus nördlicher Richtung im Jahr 1864 bis nach Germersheim und 1876 auf voller Länge eröffnet wurde. Außerdem zweigen in Germersheim die 1877 vollendete Bruhrainbahn Richtung Bruchsal und bis 1984 die 1872 eröffnete Bahnstrecke Germersheim–Landau ab. Germersheim ist Knotenbahnhof der S-Bahn RheinNeckar aus Richtung Mannheim/Ludwigshafen am Rhein, Bruchsal und Karlsruhe, zudem Endpunkt der Stadtbahn Karlsruhe. Außerdem existieren mit Germersheim Mitte/Rhein und Germersheim Süd/Nolte zwei weitere Haltepunkte im Stadtgebiet. Innerhalb der Stadt verkehrte bis 2021 ein Anruf-Linien-Taxi. Außerdem gibt es eine Buslinie nach Landau in der Pfalz über Bellheim, die auf die Zugfahrzeiten abgestimmt ist. Diese Buslinie verkehrt zusätzlich durch das Stadtgebiet von Germersheim. Die Stadt gehört sowohl dem Verkehrsverbund Rhein-Neckar als auch dem Karlsruher Verkehrsverbund an. Außerdem gibt es einen überregional bedeutsamen Rheinhafen Germersheim, über welchen vor allem Containerverkehr abgewickelt wird.

### Ansässige Unternehmen
- Einer von neun deutschen Produktionsstandorten des größten deutschen Behälterglasproduzenten Ardagh Glass Germany GmbH
- Auf der Insel Grün betreibt die Daimler AG mit dem Global Logistics Center das weltweit größte Lager der Automobilbranche. Das Werksgelände in Germersheim ist 1.700.000 m² groß, die Lagerfläche betrug im Jahr 2011 497.000 m² und die Zahl der Mitarbeiter liegt bei rund 2100.[44] Außenlager befinden sich in Wörth, Ettlingen, Offenbach an der Queich und Hatten (Frankreich). Es werden 530.000 verschiedene Teile der Marken Mercedes-Benz, Maybach, smart und Mitsubishi Fuso gelagert.[45]
- Germersheim ist Hauptsitz der Nolte-Gruppe. Die Nolte-Möbel GmbH & Co. KG ist einer der bedeutendsten Hersteller von Schrank- und Schlafzimmerprogrammen. Die frühere Nolte Holzwerkstoff GmbH & Co. KG firmiert heute als Rheinspan GmbH & Co. KG.
- Produktionsstandort der Smurfit Kappa, Wellpappenwerk Germersheim
- Standort und Produktionsbetrieb des Betonflächenherstellers BTE Stelcon Deutschland GmbH
- Stadtwerke Germersheim GmbH, neben Strom-, Gas- und Wasserversorgung Betrieb des Rheinhafens und der zugehörigen Gleisanlagen.

### Militär
Germersheim ist Standort sowohl deutscher als auch US-amerikanischer Militäreinrichtungen.

#### Bundeswehr
Mehrere im Stadtgebiet befindliche Logistikeinrichtungen der Bundeswehr wurden nach dem Ende des Kalten Kriegs geschlossen. Letzter verbleibender Standort der Bundeswehr ist die zwischen der Germersheimer Kernstadt und dem Stadtteil Sondernheim gelegene, seit 1965 bestehende Südpfalz-Kaserne (vormals Hans Graf Sponeck-Kaserne). Sie ist heute als Sitz des Ausbildungsbataillons zentrale Ausbildungsstätte der Luftwaffe.

#### Streitkräfte der Vereinigten Staaten von Amerika
In Germersheim befindet sich eine militärische Liegenschaft der US-Streitkräfte. Von diesem Zentrallager werden die US-Streitkräfte in ganz Europa mit diversen Erdölprodukten sowie Entfeuchtungs- und Frostschutzmitteln versorgt. Das Giftstofflager hat eine Kapazität von 70 Tonnen. Mit einer Beantragung von 2017 soll eine substanzielle Kapazitätserweiterung auf 1900 Tonnen erfolgen. Nach massiven Bürgerprotesten erfolgte im Februar 2018 eine Überarbeitung der Antragsunterlagen; nunmehr soll auf die Lagerung von „sehr giftigen Stoffen“ verzichtet werden. Auf dem Gelände des Depots befindet sich ein Wasserturm.

### Ämter und Behörden

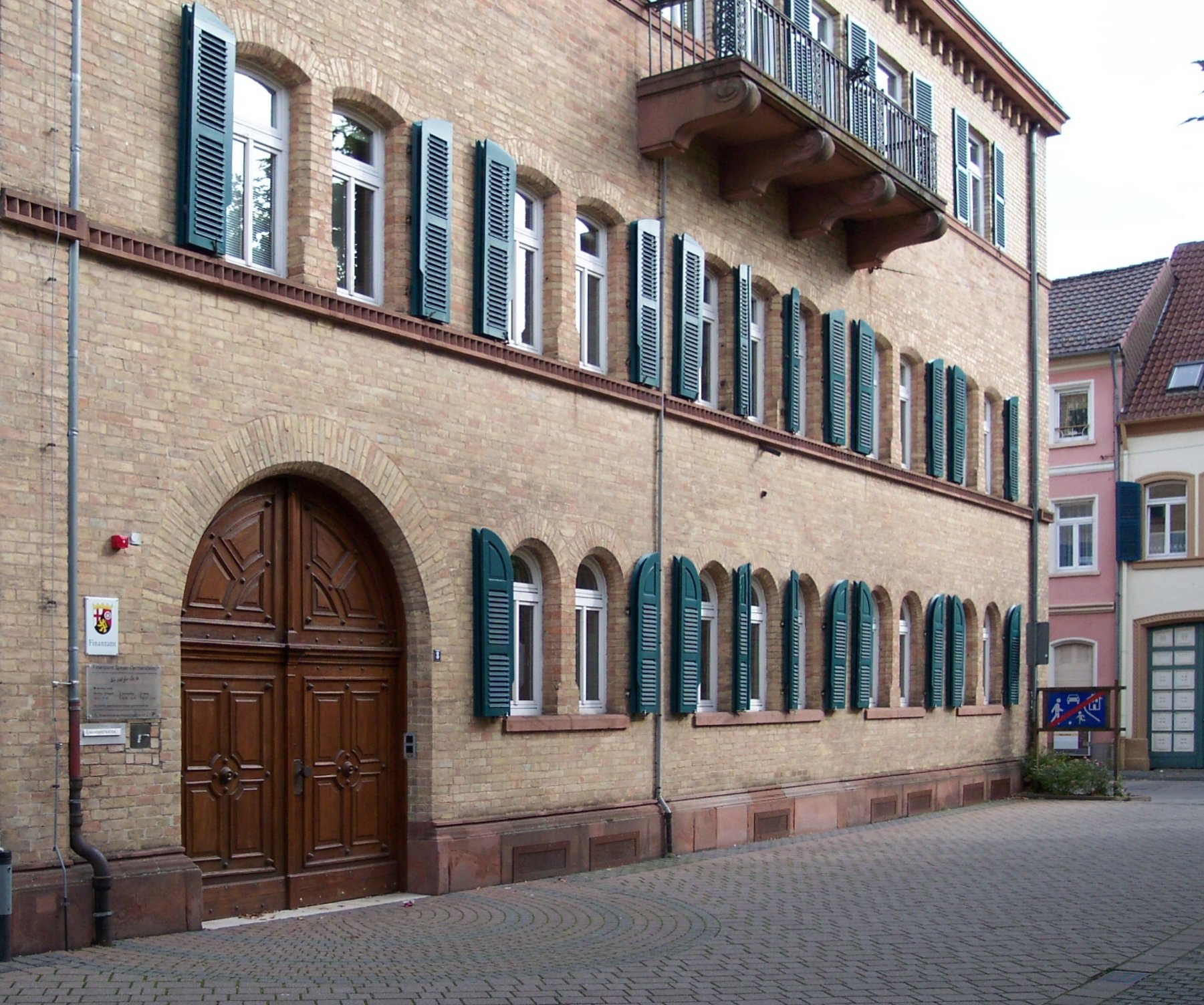
Das Finanzamt im Gebäude der ehemaligen Lateinschule (2006)

Als Verwaltungssitz des Landkreises Germersheim befindet sich in Germersheim die Kreisverwaltung.
Zudem sind in der Stadt ansässig:
- Finanzamt Germersheim, Außenstelle des Finanzamtes Speyer
- Arbeitsamt Germersheim
- Zollamt Germersheim, dem Hauptzollamt Saarbrücken nachgeordnet

### Gerichte
Germersheim verfügt über das Amtsgericht Germersheim, das zum Landgerichtsbezirk Landau in der Pfalz und zum OLG-Bezirk Zweibrücken gehört.

### Gesundheit
Das frühere Kreiskrankenhaus des Landkreises Germersheim wurde privatisiert und firmiert, gemeinsam mit dem ebenfalls früher im Besitz des Landkreises befindlichen Krankenhaus in Kandel, als Asklepios Südpfalzklinik. Hierbei handelt es sich um ein Akutkrankenhaus der Regelversorgung mit den Fachbereichen Innere Medizin, Chirurgie, Anästhesie und Intensivmedizin sowie Gynäkologie.
Der DRK-Kreisverband Germersheim führt eine Rettungswache und die Geschäftsstelle in Germersheim.

### Freizeit- und Sportanlagen
Das Sportzentrum Wrede ist das Stadion der Stadt, in dem die Fußballmannschaft des FV Germersheim ihre Heimspiele austrägt. Türkgücü Germersheim bestreitet seine Heimspiele auf dem Sportplatz Im Roth. Ein weiteres reines Fußballgelände mit Vereinsheim befindet sich in Sondernheim und ist die Heimat des VfR Sondernheim.
Weitere Sport- und Freizeitmöglichkeiten sind unter anderem Tennis, Schießsport, Naherholungsgebiet mit Baggerseen und Campingplätzen, Wassersport (Anlegestellen für Segelboote und Motorboote), Hundesportplatz sowie etliche Angebote der Turnerschaft 1863 Germersheim, welche zahlreiche Aktivitäten – ebenso für Schwangere, Kranke, Senioren und Neugeborene/Kleinkinder – anbietet.

### Tourismus
In der Stadt befindet sich das 1974 eingeweihte Wanderheim Fronte Beckers und das Schleusenhaus Sondernheim, die beide vom Pfälzerwald-Verein gehören und von diesem verpachtet sind. Zudem ist Germersheim östlicher Endpunkt des Queichtalradwegs und eines Wanderweges, der mit einem gelben Balken gekennzeichnet ist und liegt an einen, der mit einem weiß-blauen Balken markiert ist, der von Battenberg bis nach Wörth am Rhein verläuft.

## Bildung

### Kindergärten
Im Stadtgebiet existieren 14 Kindertagesstätten.

### Schulen
In Germersheim befinden sich die Berufsbildende Schule, die Eduard-Orth-Grundschule, die Geschwister-Scholl-Realschule plus, das Goethe-Gymnasium, die Nardini-Schule (Förderschule) und die Richard-von-Weizsäcker-Realschule plus. Im Stadtteil Sondernheim liegt zudem die Gottfried-Tulla-Schule (Grundschule).

### Hochschule
Der heutige Fachbereich Translations-, Sprach- und Kulturwissenschaft (FTSK) ist ein Campus der Universität Mainz in Germersheim.
1947 wurde durch Verfügung des Oberkommandos der französischen Besatzungszone am Ort eine Staatliche Dolmetscherhochschule gegründet, die man 1949 als Auslands- und Dolmetscherinstitut (ADI) in die Universität Mainz eingliederte. Ab 1972 trug die Einrichtung den Namen Fachbereich Angewandte Sprachwissenschaft (FAS), ab 1992 Fachbereich Angewandte Sprach- und Kulturwissenschaft (FASK), seit 2009 heißt sie Fachbereich Translations-, Sprach- und Kulturwissenschaft (FTSK) als Fachbereich 6 der Universität. Dekanin des FTSK ist Silvia Hansen-Schirra.
In Germersheim werden folgende Studiengänge angeboten:
- Bachelor of Arts Sprache, Kultur, Translation (bis WiSe 22/23)
- Bachelor of Arts Translation (ab SoSe 23)
- Master of Arts Translation (bis SoSe 23)
- Master of Arts Konferenzdolmetschen (bis SoSe 23)
- Master of Arts Translation (ab WiSe 23/24)

Am Fachbereich waren im Wintersemester 2012/2013 insgesamt 1867 Studierende eingeschrieben.

## Persönlichkeiten

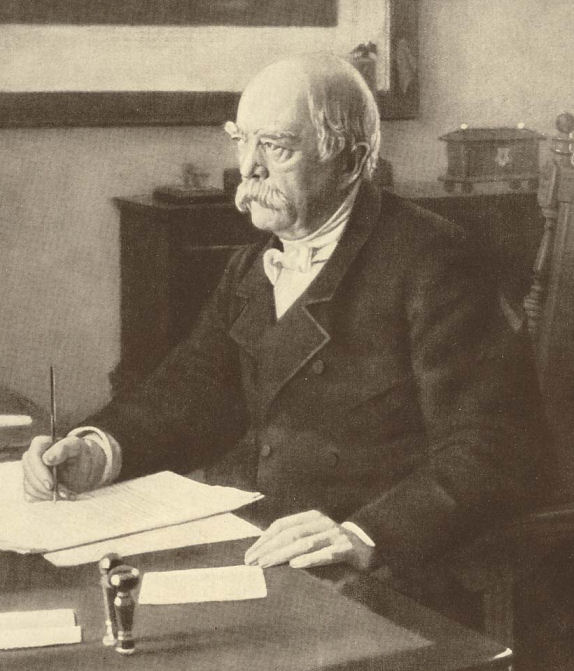
Otto von Bismarck, prominentester Ehrenbürger von Germersheim

Zu Ehrenbürgern der Stadt wurden unter anderem der langjährige Reichskanzler Otto von Bismarck (1895), der bayerische General Karl Theodor von Sauer (1898) und der rheinland-pfälzische Landespolitiker Eduard Orth (1962) ernannt.
Zu den Personen, die in Germersheim geboren wurden, gehörte im 16. Jahrhundert der Arzt und Dichter Johannes Posthius. Im 19. Jahrhundert kamen der Theologe Paul Josef Nardini sowie zahlreiche Militärpersönlichkeiten wie Otto Kreß von Kressenstein, Franz von Martin, Friedrich Kreß von Kressenstein und Eugen Weissmann, außerdem mehrere NS-Politiker wie Willy Damson, Friedrich Krebs, Richard Wagenbauer und Hans Saupert hinzu. Im 20. Jahrhundert wurden der Jurist Hermann Stumpf, der Bildhauer Lothar Fischer, der Biologe und Zoologe Ragnar Kinzelbach und die Autorin Nicole Böhm in der Stadt geboren.
Neben weiteren militärischen Persönlichkeiten, die in der Stadt gewirkt haben, darunter Christian von Schmaltz und Franz Xaver von Predl, kommen Eduard Eppelsheim, der von 1886 bis 1896 vor Ort Bezirksarzt war, der Pfarrer Johannes Bähr, der in Germersheim Vikar war und die türkischstämmige Band Grup Tekkan hinzu.